# 基督在旷野受试探和洁净癞病人 (波提切利)
《基督在旷野受试探和洁净癞病人》是意大利文艺复兴画家桑德罗·波提切利的一幅湿壁画，绘制于1480至1482年，位于梵蒂冈的西斯汀小堂。
1480年10月27日，作为佛罗伦萨共和国统治者洛伦佐·德·美第奇 和教宗思道四世之间和解计划的一部分，佛罗伦萨派遣几位画家波提切利、多米尼哥 基兰达奥和科西莫罗塞利一起前往罗马应召。1481年春天，几位佛罗伦萨画家开始在西斯廷小堂工作，当时 彼彼得罗·佩鲁吉已经在那里。
西斯汀小堂装饰的主题是摩西与基督的故事，代表旧约和新约，律法和耶稣的信息之间的连续性。耶稣选立伯多禄为罗马第一任主教 ，其继任者即罗马的教宗。
波提切利在助手的帮助下画了三个场景。1482年2月17日，合同进行了更新，又加上教堂装饰的其他场景。然而，2月20日，他的父亲去世，于是他回到佛罗伦萨。
壁画上部描绘了三个耶稣受魔鬼试探的场景。第一个场景在左边，禁食的耶稣受试探将石头变成饼。第二个场景在画面的上部中心，魔鬼诱惑耶稣从耶路撒冷圣殿的顶部跳下去。第三个场景在画面右上角，魔鬼将耶稣带上高山，用万国的荣耀诱惑耶稣。耶稣斥退了魔鬼。